# Paloma Kwiatkowski
Paloma Kwiatkowski (Vancouver, 29 de maio de 1994) é um atriz canadense. Ela é mais conhecida por interpretar a versão crescida de Thalia Grace no filme Percy Jackson: Sea of Monsters de 2013; bem como a sua participação na série de televisão "Bates Motel" da emissora A&E.

## Biografia
Atualmente, Paloma vive em Burnaby na British Columbia. Seus pais se mudaram da Polônia para o Canadá. Na famosa Escola Secundária de Templeton, Kwiatkowski participou de teatro, improvisação e cinema; e ela era capitã da equipe de improvisação que competiu nos Jogos Improvisados do Canadá e recebeu uma bolsa de estudos para um programa de atuação
Se formou no ensino médio em 2012; e foi aceita no programa de cinema da Simon Fraser University do Canadá, mas decidiu adiar sua inscrição.

## Carreira
Em abril de 2012, foi anunciado oficialmente que Paloma havia sido escalada para interpretar a personagem semideusa grega Thalia Grace (filha de Zeus), em uma participação no filme "Percy Jackson: Sea of Monsters", que foi lançado em 2013.
Em julho de 2013, foi anunciado que Paloma faria parte do elenco da segunda temporada da série de televisão "Bates Motel" da emissora A&E, interpretando a personagem a problemática Cody Brennan, que acaba se envolvendo em um curto romance caótico com o protagonista da trama o Norman Bates, interpretado por Freddie Highmore.

## Filmografia

### Cinema e curtas-metragens
| Ano  | Título                         | Função                      | Notas       |
| ---- | ------------------------------ | --------------------------- | ----------- |
| 2010 | Whatever it Takes              | Tiffany                     | Filme curto |
| 2013 | Percy Jackson: Sea of Monsters | Thalia Grace, filha de Zeus |             |
| 2013 | Cheat                          | Madeleine Charbonneau       |             |
| 2014 | Sitting on the Edge of Marlene | Sammie Bell                 |             |
| 2015 | The Mary Alice Brandon File    | Mary Alice Brandon          | Filme curto |
| 2016 | Who's Driving Doug             | Stephanie                   |             |
| 2018 | The Professor                  | Aluna                       |             |
| 2019 | Riot Girls                     | Scratch                     |             |

### Televisão
| Ano  | Título                                | Função                   | Notas                                          |
| ---- | ------------------------------------- | ------------------------ | ---------------------------------------------- |
| 2014 | Bates Motel                           | Cody Brennan             | 6 episódios; 2ª temporada                      |
| 2015 | Wuthering High School                 | Cathy Earnshaw           | Papel principal; filme de televisão            |
| 2016 | Motive                                | Sadie Novak              | Temporada 4; episódio 4: "The Score"           |
| 2016 | L'instinct d'une mère                 | Emily Yates              | Filme de televisão                             |
| 2016 | Supernatural                          | Magda Peterson           | Temporada 12; episódio 4: "American Nightmare" |
| 2017 | Garage Sale Mystery: A Case of Murder | Deb Macbeth              | Filme de televisão                             |
| 2017 | The Christmas Calendar                | Chey                     | Filme de TV canadense                          |
| 2017 | Travelers                             | Abigail Paris            | Temporada 2; episódio 4: "11:27"               |
| 2017 | Christmas Princess                    | Chloe                    | Filme de televisão                             |
| 2019 | Unspeakable                           | Elizabeth Darby Stephens | 4 episódios; 1ª temporada                      |